# Ananus ben Ananus

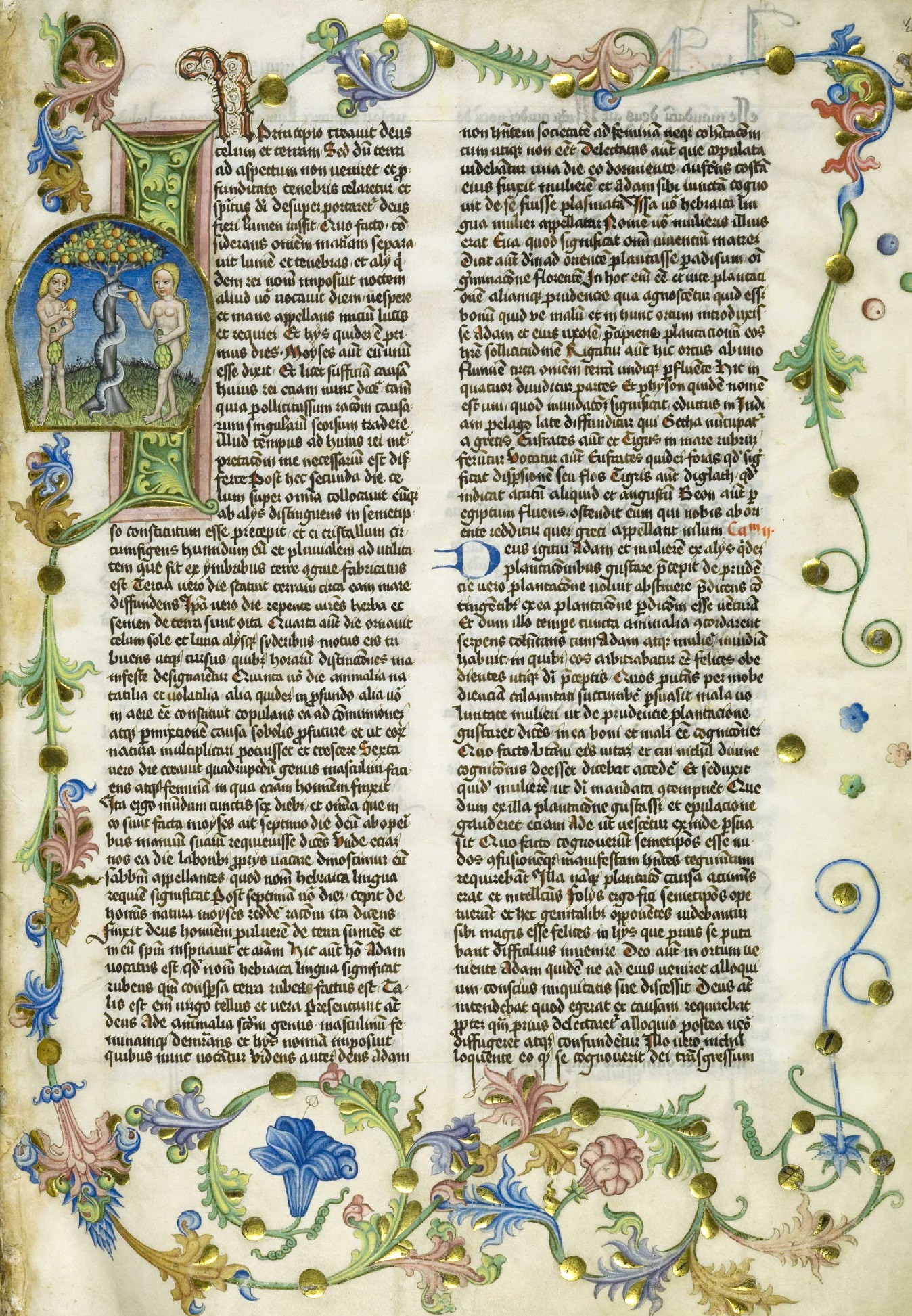
Die meisten Angaben zu Ananus ben Ananus stammen vom jüdischen Schriftsteller Flavius Josephus, der 93–94 nach Christus seine Geschichte des jüdischen Volkes veröffentlichte. Hier eine Ausgabe von 1644, siehe Jüdische Altertümer.

Ananus ben Ananus (Hebräisch: חנן בן חנן Hanan ben Hanan Griechisch: Ἀνάνου Ἄνανος „Ananos Sohn des Ananos“; † 68) war 62 nach Christi für drei Monate ein Hohepriester des Herodianischen Tempels in Jerusalem und ein Anführer des jüdischen Widerstands gegen das Römische Reich.

## Familie
Ananus ben Ananus entstammte einer der reichsten und einflussreichsten jüdischen Familien zur Zeit Jesus von Nazaret. Er war ein Sohn des Hannas, laut Flavius Josephus Hohepriester in den Jahren von 6 bis 15 nach Christus. Ananus hatte vier Brüder: Eleazar ben Ananus, Jonathan ben Ananus, Matthias ben Ananus und Theophilus ben Ananus, die ebenfalls das Amt des Hohepriesters innehatten. Er war der Schwager von Kajaphas. Kajaphas soll laut Neuem Testament maßgeblich an der Verurteilung Jesu von Nazaret beteiligt gewesen sein.

## Leben
Laut den Jüdischen Altertümern, verfasst vom jüdischen Schriftsteller Flavius Josephus zwischen 93 und 94 nach Christus,  war Ananus ben Ananus während seiner kurzen Amtszeit als Hohepriester maßgeblich an der Ermordung des Bruders von Jesus von Nazaret beteiligt. Normalerweise war es dem Hohen Rat des Jerusalemer Tempels nicht gestattet, Todesurteile auszusprechen. Ananus ben Ananus soll die Zeit zwischen der Absetzung des alten römischen Statthalters Porcius Festus (Apostelgeschichte des Lukas 25,4 ) und der Ankunft des neuen römischen Statthalters  Lucceius Albinus genutzt haben, um ein Todesurteil durch Steinigung gegen Jakobus zu erwirken. Das Todesurteil wurde trotz Protesten von Pharisäern im Tempelrat (Synhedrion) ausgeführt. Der neue Statthalter Lucceius Albinus, der sich in Alexandria befand, drohte dem Hohepriester aufgrund seiner selbstständigen Entscheidungen mit der Absetzung. Daraufhin ließ ihn König Agrippa absetzen. Laut Flavius Josephus wurde Ananus ben Ananus durch Jesus ben Damneus ersetzt. Dieser war letzter Hohepriester des Zweiten Tempels. Nach seiner Entlassung war er weiterhin ein bedeutender jüdischer Führer. Er starb 68 nach Christi im jüdischen Bürgerkrieg um die Macht in Jerusalem während der Belagerung des Tempels durch die Zeloten. Ananus ben Ananus wird der zelotischen Partei zugeordnet und war einer von deren Führern.